# پیتر گرینوی
پیتر گرینوی (به انگلیسی: Peter Greenaway) کارگردان بریتانیایی است از فیلم‌های وی می‌توان به گشت شبانه، آشپز، دزد، همسرش و عاشقش و خولتسیوس و پلیکان کامپنی اشاره کرد. وی کارش را با تدوین فیلم در سال ۱۹۶۵ آغاز کرد. مدت کمی پس از آن او شروع به ساختن فیلم‌های خودش کرد. وی فیلم‌های کوتاه و بلند بسیاری ساخته است. وی نقاشی، نوشتن رمان و انواع دیگر کتاب را نیز انجام می‌دهد.

## نگارخانه

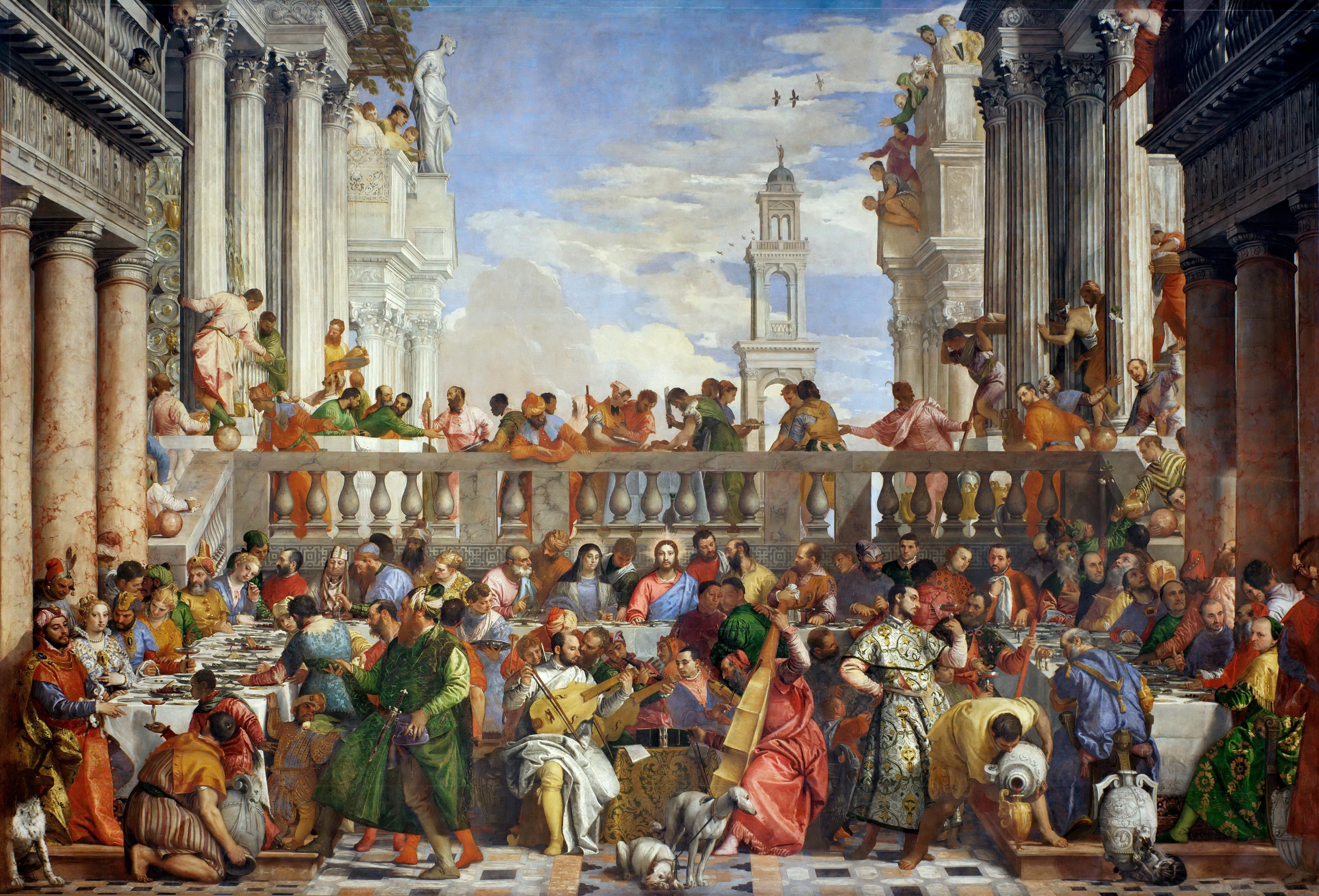